# Seymour (Missouri)
Seymour – miasto w Stanach Zjednoczonych, w stanie Missouri, w hrabstwie Webster.